# Total Abandon: Australia '99
Albums de Deep Purple
Gemini Suite Live
(1998)  Extended Versions
(2000)
Total Abandon: Australia '99 est un double album live et une vidéo de Deep Purple. Tous deux ont été enregistrés lors du concert du groupe au Melbourne Park, en Australie, le 20 avril 1999, durant la tournée de promotion de l'album Abandon.
L'album et le DVD n'ont d'abord été commercialisés qu'en Australie. En Europe, l'album est sorti avec un mois de retard, en octobre 1999, et le DVD en 2003. Aux États-Unis, l'album est disponible depuis 2012, mais réduit à un seul disque.

## Liste des titres

### Version originale de 1999
Toutes les chansons sont de Ritchie Blackmore, Ian Gillan, Roger Glover, Jon Lord et Ian Paice, sauf mention contraire.
Disque 1
1. Ted the Mechanic (Gillan, Glover, Lord, Morse, Paice) – 4:50
2. Strange Kind of Woman - 6:23
3. Bloodsucker - 4:56
4. Pictures of Home - 8:19
5. Almost Human (Gillan, Glover, Lord, Morse, Paice) - 6:16
6. Woman from Tokyo - 6:47
7. Watching the Sky (Gillan, Glover, Lord, Morse, Paice) - 5:46
8. Fireball - 4:44
9. Sometimes I Feel Like Screaming (Gillan, Glover, Lord, Morse, Paice) - 7:11
10. Steve Morse Guitar Solo (Morse) - 8:42
11. Smoke on the Water - 9:01

Disque 2
1. Lazy - 8:49
2. Perfect Strangers (Gillan, Blackmore, Glover) - 6:18
3. Speed King - 14:28
4. Black Night - 6:21
5. Highway Star - 7:16

### Réédition de 2012
1. Ted the Mechanic - 4:50
2. Strange Kind of Woman - 6:23
3. Bloodsucker - 4:56
4. Pictures of Home - 8:19
5. Almost Human - 6:16
6. Woman from Tokyo - 6:47
7. Watching the Sky - 5:46
8. Fireball - 4:44
9. Sometimes I Feel Like Screaming - 7:11
10. Smoke on the Water - 9:01
11. Black Night - 6:21
12. Highway Star - 7:16

### DVD
1. Intro
2. Ted the Mechanic - 4:34
3. Strange Kind of Woman - 6:21
4. Bloodsucker - 4:57
5. Pictures of Home - 8:18
6. Almost Human - 6:32
7. Woman from Tokyo - 6:25
8. Watching the Sky - 5:42
9. Fireball - 4:45
10. Sometimes I Feel Like Screaming - 7:05
11. Steve Morse Guitar Solo - 11:37
12. Smoke on the Water - 5:57
13. Lazy - 8:50
14. Perfect Strangers - 6:19
15. Speed King - 15:14
16. Black Night - 6:17
17. Highway Star - 8:05

## Musiciens
- Ian Gillan : chant
- Roger Glover : basse
- Jon Lord : claviers
- Steve Morse : guitare
- Ian Paice : batterie